# عشق‌آباد (بشرویه)
عشق‌آباد یک منطقهٔ مسکونی در ایران است که در دهستان علی‌جمال واقع شده‌است. براساس سرشماری مرکز آمار ایران در سال ۱۳۹۵، عشق‌آباد ۵۶ نفر جمعیت دارد.